# 1853 en musique classique
| \| • Retour à la chronologie générale de la musique classique • \| |
| Grèce • Rome • Haut Moyen Âge • VIIIe siècle • IXe siècle • Xe siècle • XIe siècle XIIe siècle • XIIIe siècle • XIVe siècle • XVe siècle • XVIe siècle • XVIIe siècle XVIIIe siècle • XIXe siècle • XXe siècle • XXIe siècle |
| • Retour à la chronologie générale de la musique classique • |

| Années en musique classique : 1850 - 1851 - 1852 - 1853 - 1854 - 1855 - 1856    |
| Décennies en musique classique : 1820 - 1830 - 1840 - 1850 - 1860 - 1870 - 1880 |

## Événements

### Créations
- 19 janvier : Le Trouvère, opéra de Giuseppe Verdi, créé au Teatro Apollo à Rome.
- 4 février : Les Noces de Jeannette, opéra-comique de Victor Massé, créé dans la Salle Favart, sous la direction de Théophile Tilmant.
- 6 mars : La traviata de Giuseppe Verdi, créé à La Fenice de Venise.
- 28 avril : Le Colin-maillard, opéra-comique d'Aristide Hignard, créé au Théâtre-Lyrique.
- 11 octobre : les Märchenerzählungen pour clarinette (violon ad libitum), alto et piano sont composées par Robert Schumann.
- 27 octobre : le Concerto pour violon no 1 en fa dièse mineur de Henryk Wieniawski, créé à Leipzig.
- 8 décembre : création de la Symphonie no 1 de Camille Saint-Saëns.

Date indéterminée
- Le compositeur allemand Richard Wagner commence à travailler sur les Nibelungen.

### Autres
- octobre : création de l'École Niedermeyer (Paris) par Louis Niedermeyer.
- Fondation de l'Orchestre philharmonique de Budapest.
- Fondation du Royal Melbourne Philharmonic.
- Fondation de la maison de facture de pianos Steinway & Sons, à New York.

## Prix
- Charles Galibert remporte le 1er Grand Prix de Rome.

## Naissances

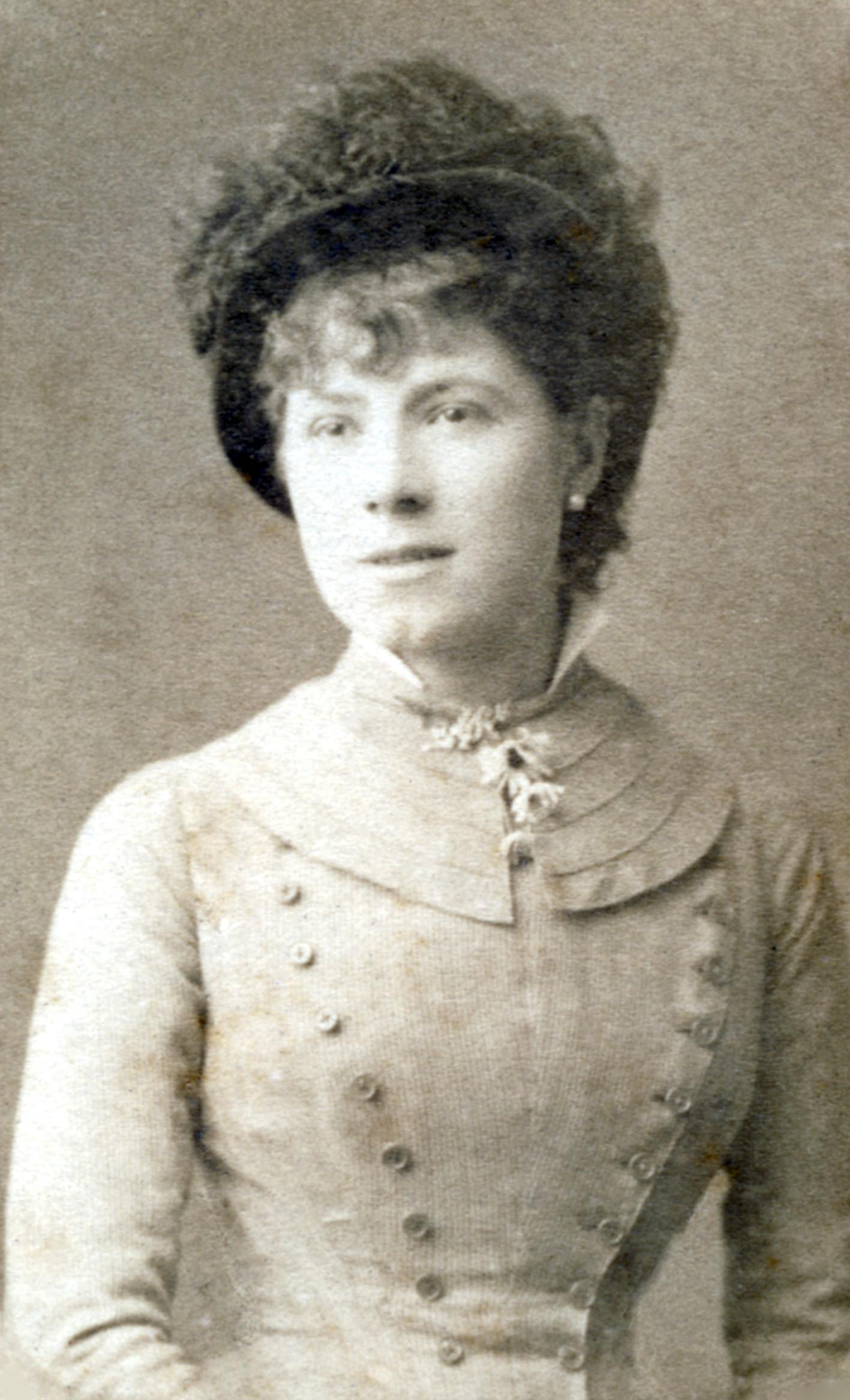
Jeanne Granier

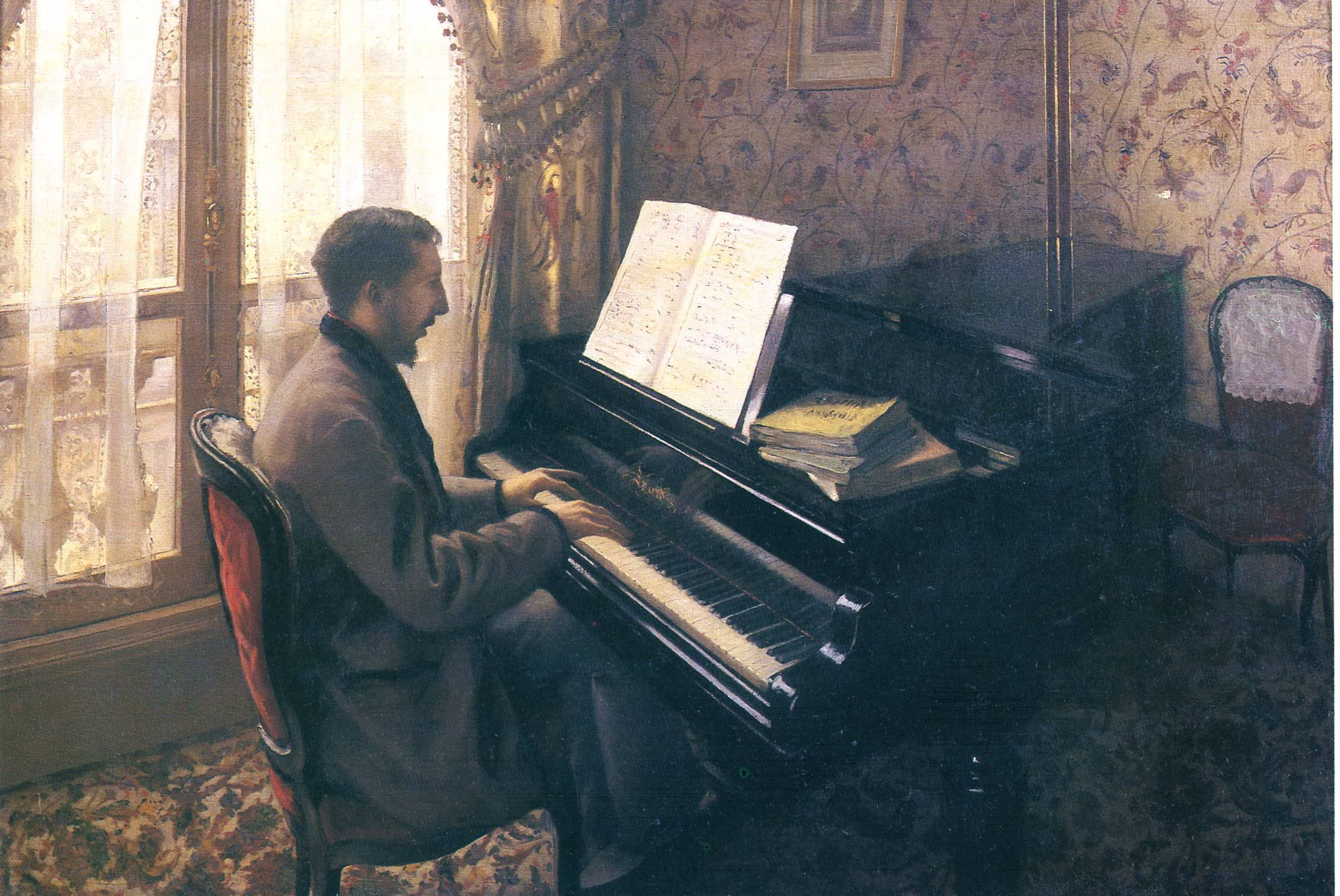
Martial Caillebotte

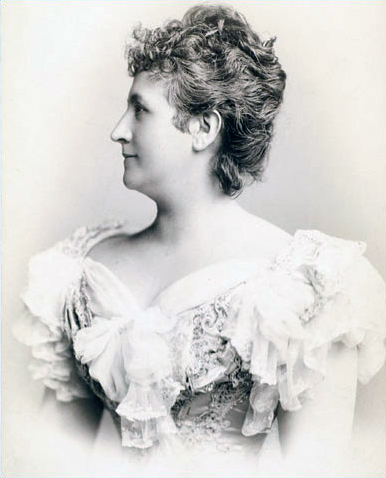
Teresa Carreño

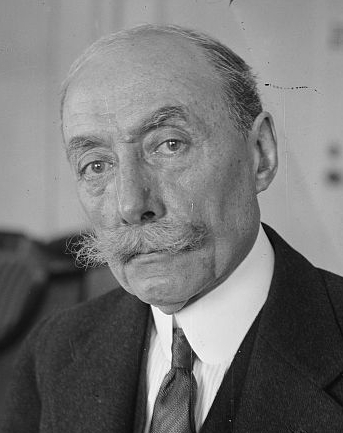
André Messager

- 1er janvier : Hans von Koessler, compositeur, organiste, chef d'orchestre et pédagogue allemand († 23 mai 1926).
- 14 janvier : Laura Rappoldi, pianiste et compositrice autrichienne († 2 août 1925).
- 3 mars : Juliusz Zarębski, compositeur et pianiste polonais († 15 septembre 1885).
- 8 mars : Edward Keurvels, chef d'orchestre et compositeur belge († 29 janvier 1916).
- 18 mars : Émile-Alexandre Taskin, chanteur français de l'Opéra-Comique († 5 octobre 1897).
- 31 mars : Jeanne Granier, chanteuse et comédienne († 18 décembre 1939).
- 7 avril : Martial Caillebotte, compositeur et pianiste français († 16 janvier 1910).
- 15 avril : Elise Hall, saxophoniste et mécène américaine († 27 novembre 1924).
- 21 avril : Charles Malherbe, violoniste, musicologue, compositeur et éditeur de musique français († 5 octobre 1911).
- 16 mai : Jean-Alexandre Talazac, ténor français († 26 décembre 1892).
- 9 juin : Joseph Franzevich Friedrich, clarinettiste tchéco-russe († 1916).
- 11 juin : Samuel Rousseau, compositeur, organiste et musicographe français († 1er octobre 1904).
- 16 juin : Emil Sjögren, compositeur suédois († 1er mars 1918).
- 17 juin : Martin Krause, pianiste concertiste et compositeur allemand († 2 août 1918).
- 29 juin : Paul Véronge de la Nux, pianiste et compositeur français († 5 juin 1928).
- 1er juillet : Marguerite Balutet, pianiste, compositrice et pédagogue française († 20 août 1928).
- 7 juillet : Josephine Troup, compositrice Anglaise († 11 avril 1912).
- 17 juillet : Léon Jehin, chef d'orchestre et compositeur († 14 février 1928).
- 22 juillet : Victor Roger, compositeur français d'opérettes († 2 décembre 1903).
- 13 octobre : Gilda Ruta, pianiste et compositrice italienne († 26 octobre 1932).
- 14 octobre : Ciprian Porumbescu, compositeur roumain († 6 juillet 1883).
- 13 novembre : Jean Mouliérat, ténor français († 20 avril 1932).
- 11 décembre : 
  - Ernesto Elorduy, compositeur et pianiste mexicain († 6 janvier 1913).
  - Gabriel Soulacroix, baryton français († 16 août 1905).
- 22 décembre : Teresa Carreño, pianiste et compositrice vénézuélienne († 12 juin 1917).
- 30 décembre : André Messager, compositeur français († 24 février 1929).

## Décès

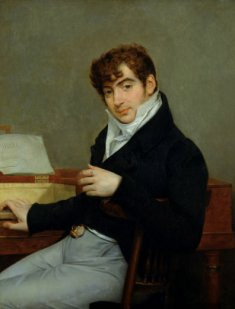
Pierre-Joseph-Guillaume Zimmerman

- 3 janvier : Theodor Uhlig, altiste, compositeur et critique musical allemand (° 15 février 1822).
- 16 janvier : Matteo Carcassi, guitariste, compositeur et pédagogue italien (° 1792).
- 24 janvier : Johann Georg Stauffer, luthier autrichien (° 26 janvier 1778).
- 9 février : Jean-Nicolas Savary, bassoniste et facteur de basson français (° septembre 1786).
- 15 mars : Giovanni Ricordi, éditeur italien d'ouvrages musicaux (° 1785).
- 28 mars : Édouard de Lannoy, compositeur flamand (° 3 décembre 1787).
- 11 avril : Louis Emmanuel Jadin, compositeur français (° 21 septembre 1768).
- 18 mai : Nikolaus Kraft, compositeur autrichien (° 14 décembre 1778).
- 20 mai : Henri-Bernard Dabadie, baryton français (° 19 janvier 1797).
- 3 juin : Filippo Galli, basse italienne (° 1783).
- 7 juin : Giuseppina Ronzi de Begnis, soprano italienne (° 11 janvier 1800)
- 3 octobre : George Onslow, compositeur français (° 27 juillet 1784).
- 24 octobre : Lise Cristiani, violoncelliste française (° 24 décembre 1827).
- 29 octobre : Pierre-Joseph-Guillaume Zimmerman, pianiste, pédagogue et compositeur français (° 19 mars 1785).
- 30 octobre : Pietro Raimondi, compositeur italien (° 20 décembre 1786).
- 23 novembre :
  - Francisco Andrevi, compositeur espagnol (° 7 novembre 1786).
  - Friedrich Schneider, compositeur, organiste, pianiste, chef d’orchestre et pédagogue allemand (° 3 janvier 1786).
- 20 décembre : Carlo Evasio Soliva, compositeur helvéto-italien (° 27 novembre 1791).
- 24 décembre : Amédée de Beauplan, auteur dramatique, compositeur et peintre français (° 11 juillet 1790).

Date indéterminée
- Joseph Guillou, flûtiste et compositeur français (° 4 décembre 1787).
- Auguste Nourrit, ténor et directeur d'opéra français (° 1808).
- Frans Carl Preumayr, musicien, bassoniste et chef d'orchestre de musique militaire allemand, principalement actif en Suède (° 1782).